# Ścieżka Przyrodnicza Rezerwat Przyrody Góra Zborów
Ścieżka Przyrodnicza Rezerwat Przyrody Góra Zborów, do češtiny lze přeložit asi jako Přírodní stezka přírodní rezervace Góra Zborów, je okružní naučná stezka nacházející se v přírodní rezervaci Góra Zborów ve skalách Góra Zborów v oblasti Skały Kroczyckie na vysočině Wyżina Częstochowska (Čenstochovská jura) v pohoří Wyżina Krakowsko-Częstochowska (Krakovsko-čenstochovská jura) v Polsku. Nachází se v gmině Kroczyce v okrese Zawiercie ve Slezském vojvodství.

## Popis naučné stezky
Okruh naučné stezky začíná u budovy správního střediska a muzea Centrum Dziedzictwa Przyrodniczego i Kulturowego Jury (Centrum přírodního a kulturního dědictví Jury) na parkovišti u vesnice Podlesice. Má 8 zastavení s informačními panely týkající se místní historie, geologie, těžby, přírody, pastvin, včelařství, osídlení, ochrany přírody, přístupné jeskyně Jaskinia Głęboka apod. Stezka se nachází také v krajinném parku Park Krajobrazowy Orlich Gniazd a síti Natura 2000 Ostoja Kroczycka. Stezka navazuje na další turistické stezky a cyklostezky, např. Szlak Orlich Gniazd a Szlak Rzędkowicki.

## Informační tabule na naučné stezce
1. Budynki Centrum Dziedzictwa Przyrodniczego i Kulturowego Jury (Budovy Centrum přírodního a kulturního dědictví Jury)
2. Góra Zborów (Hora Zborów)
3. Jaskinia Głęboka (Jeskyně Hluboká)
4. Historia zasiedlenia środkowej części Jury (Historie osídlení centrální části Jury)
5. Szpaciarstwo - eksploatacja kalcytu w rejonie Góry Zborów
6. Czynna ochrona przyrody i krajobrazu
7. Problem zarastania ostańców skalnych - wtórna sukcesja roślinności leśnej
8. Owady zapylające, historia bartnictva i pszczelarstwa

## Galerie

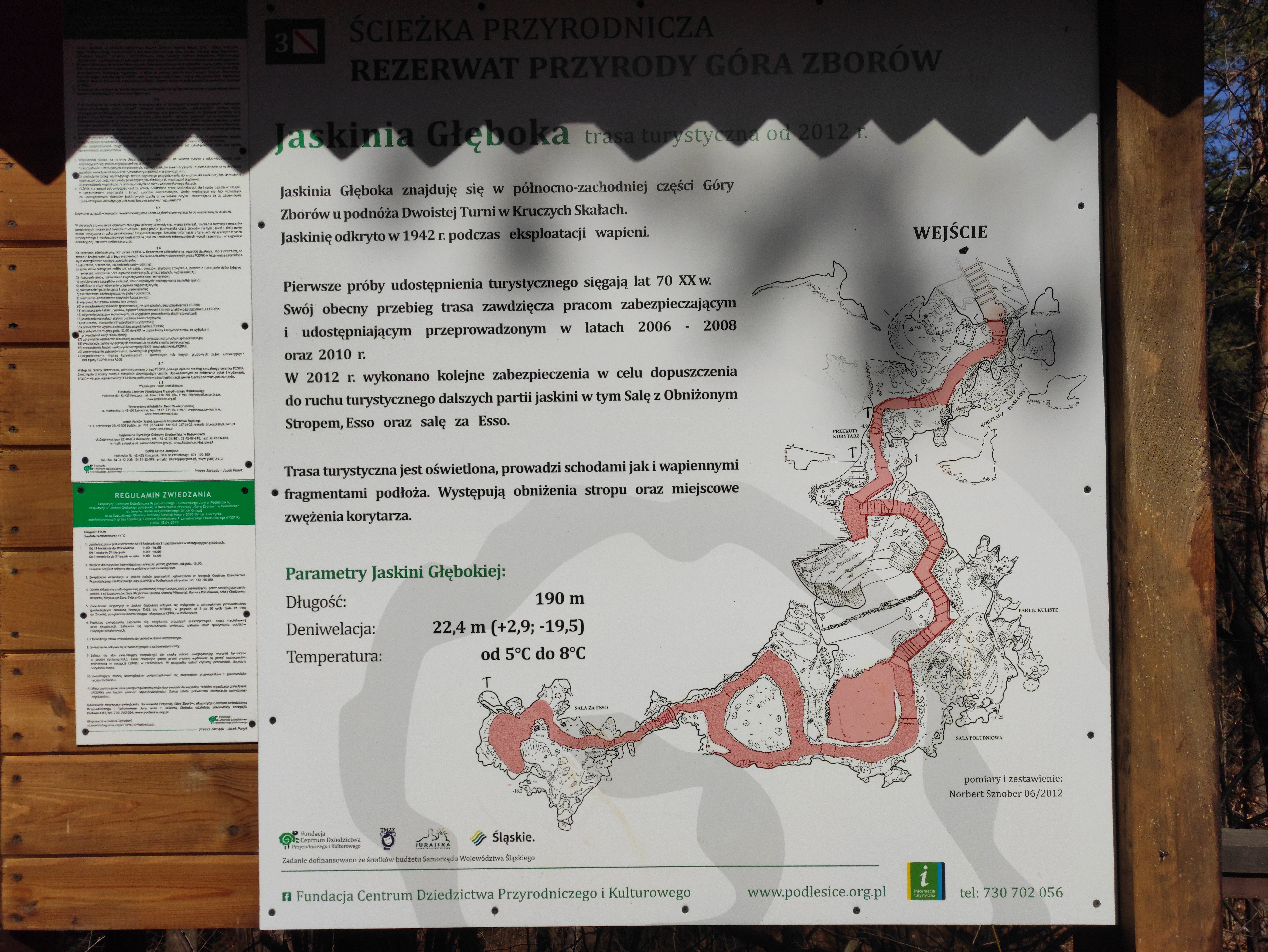
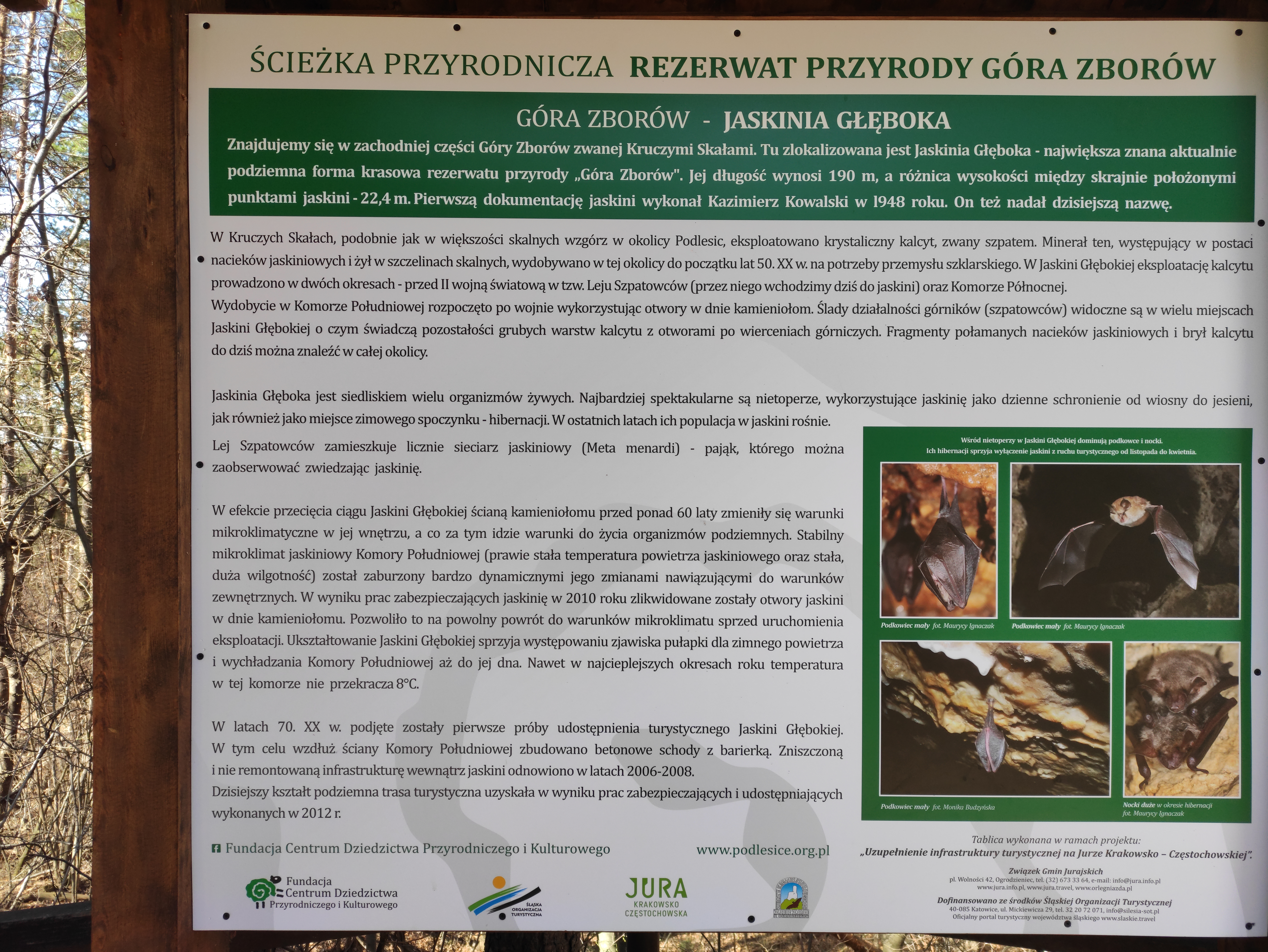
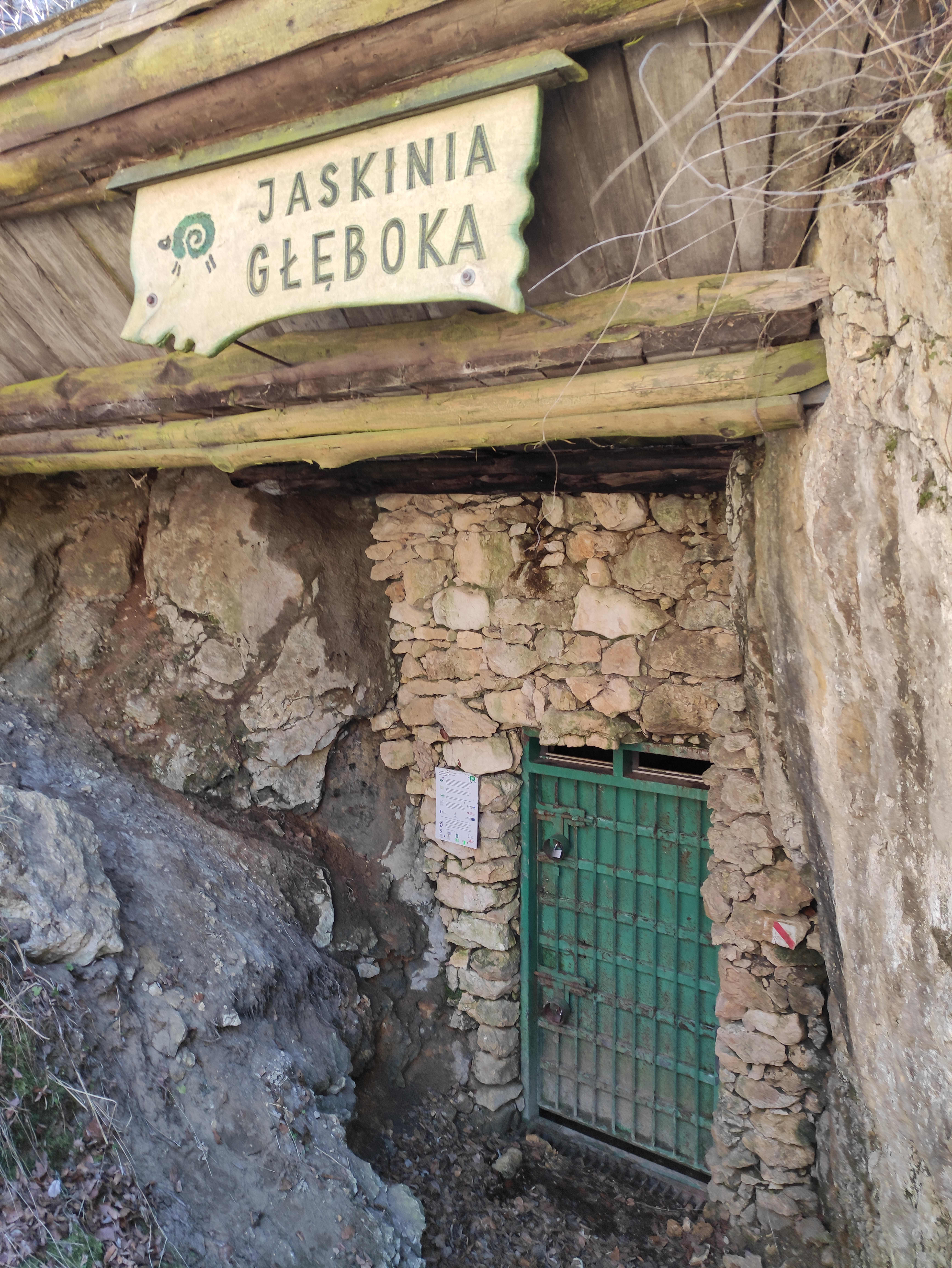
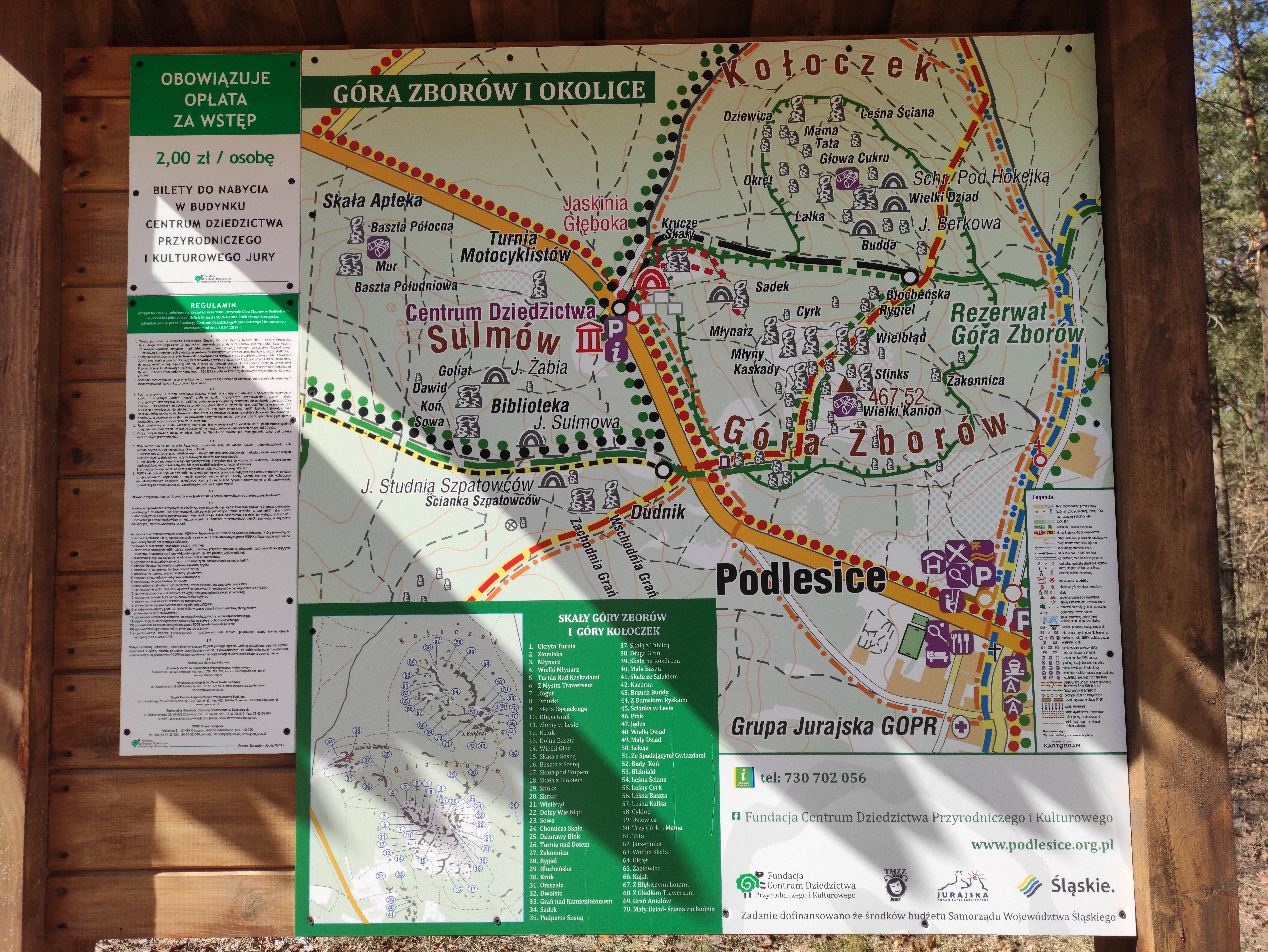
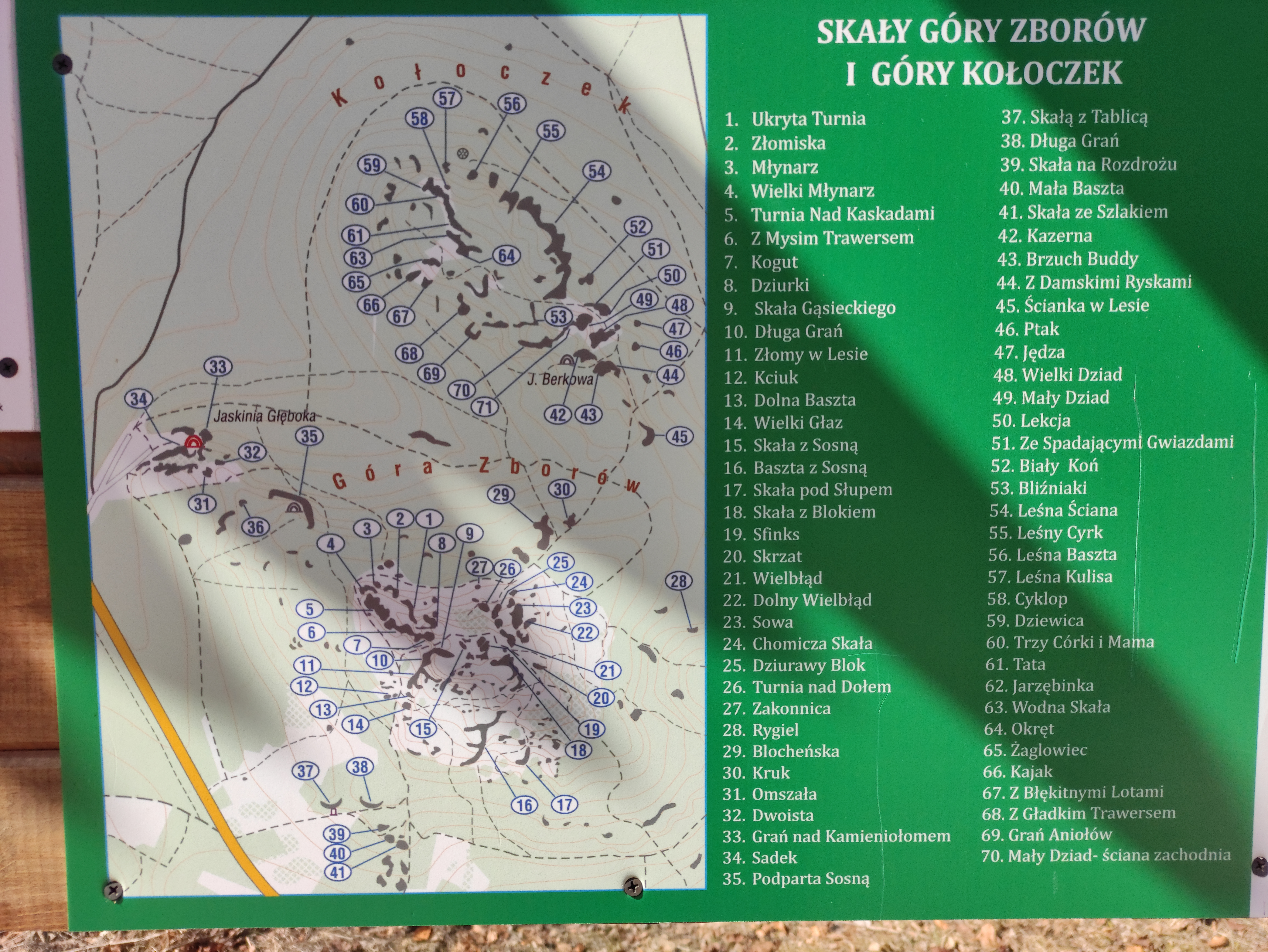
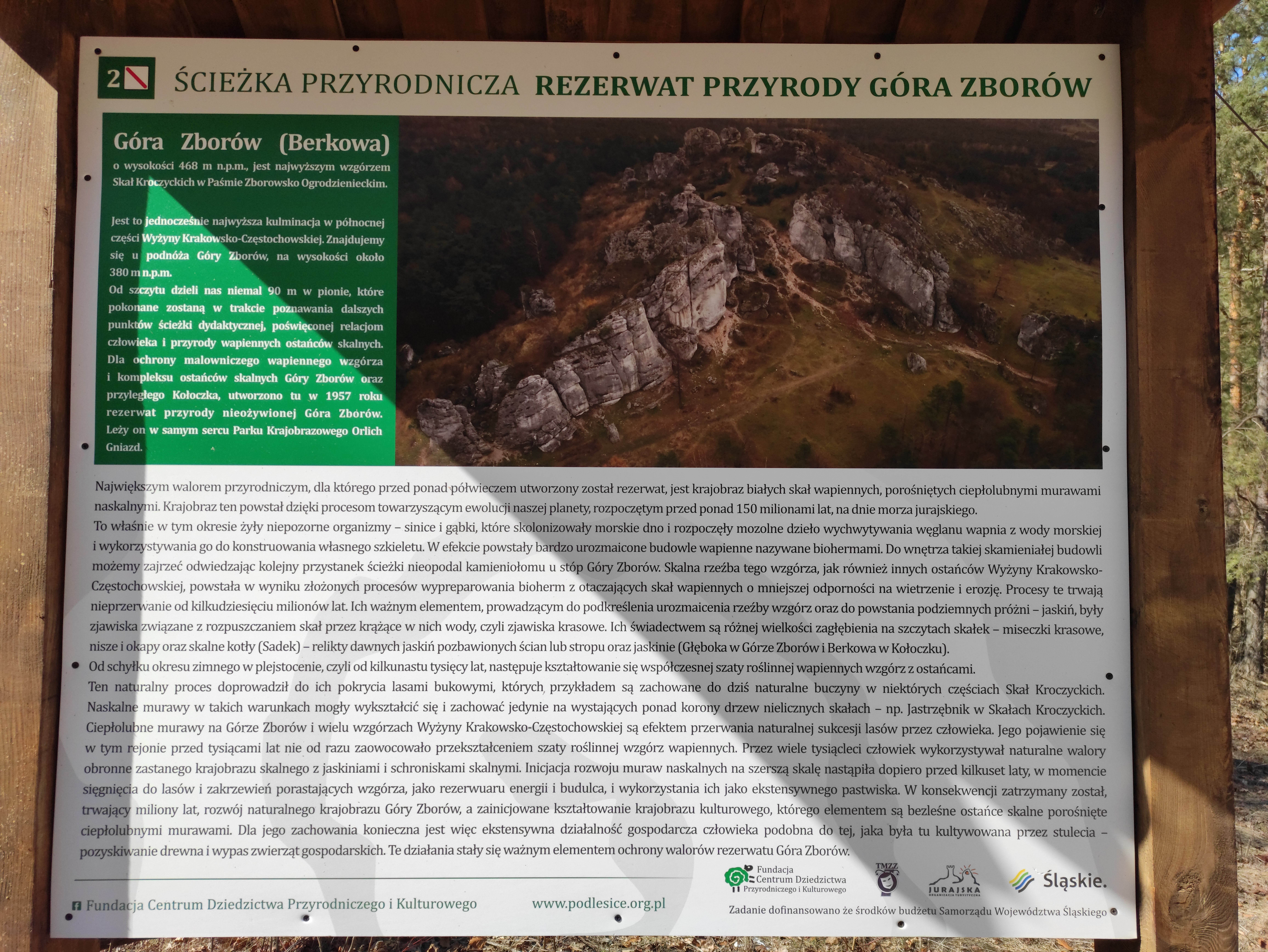
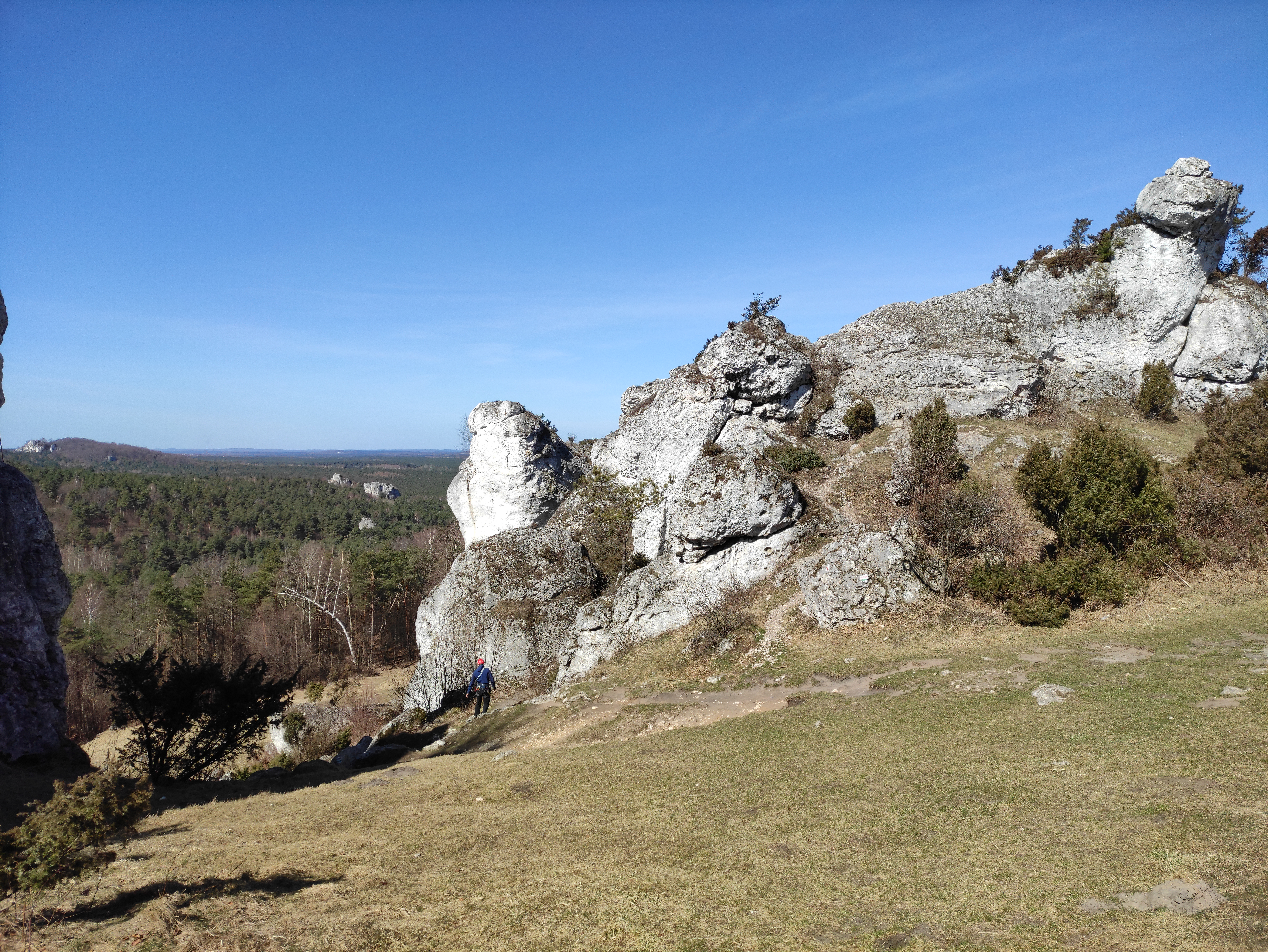
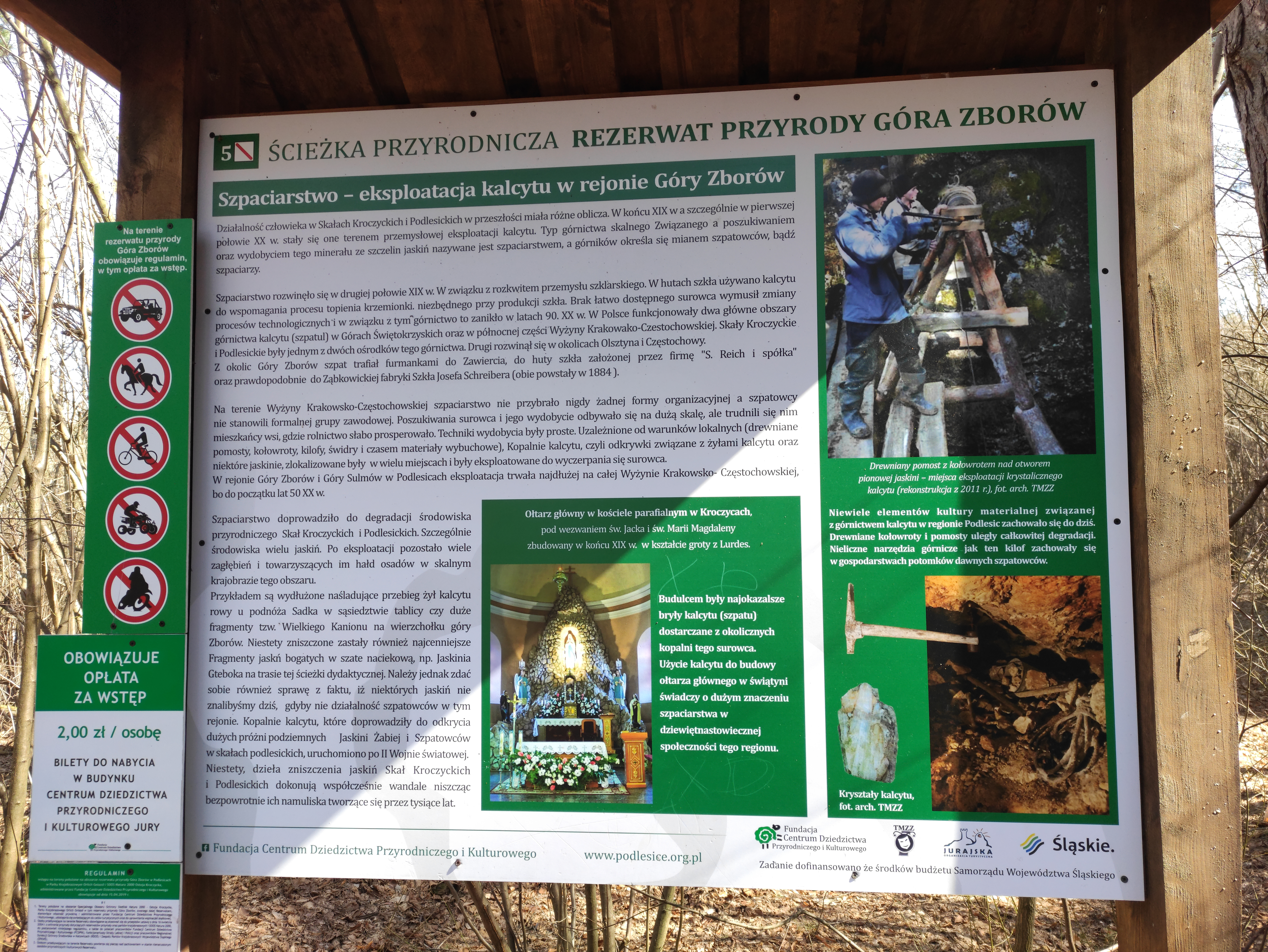